# Trường Đại học Paris II
Trường Đại học Paris II, còn gọi là Trường Đại học Panthéon-Assas (tiếng Pháp: Université Panthéon-Assas; vắn tắt: Assas), là một trong nhiều đại học của vùng Paris. Trường Đại học này nằm ở Quận 5 và Quận 6 của Paris, nguyên là Khoa Luật của Viện Đại học Paris.
Trường Đại học Paris II nổi tiếng bởi ngành luật, và cũng đào tạo các lĩnh vực khác như: quản trị nhân lực, khoa học kinh tế, tin học, truyền thông...